# She Never Knew (film 1915)
She Never Knew è un cortometraggio muto del 1915 diretto da Thomas Ricketts.

## Produzione
Il film fu prodotto dall'American Film Manufacturing Company.

## Distribuzione
Distribuito dalla Mutual Film, il film - un cortometraggio in due bobine - uscì nelle sale cinematografiche USA il 24 febbraio 1915.